# Чурілов Григорій Володимирович
Григорій Володимирович Чурілов (нар. 18 січня 1979, Маріуполь, УРСР) — український футбольний тренер та спортивний функціонер. Наразі обіймає посаду спортивного директора чернівецької «Буковини». Брат футболіста Олександра Чурілова.

## Життєпис

### Спортивна кар'єра
Тренерську роботу розпочав у квітні 2005 року. Працював у академії маріупольського «Іллічівця». З 1 січня 2011 року Григорій Чурілов увійшов у комплексну наукову групу ФК «Іллічівець». Паралельно очолив і дубль маріупольського «Іллічівця», де пропрацював до 2013 року. Під його керівництвом молодіжний склад два роки поспіль займав п'яту сходинку в турнірній таблиці молодіжного чемпіонату України.
У 2013 році розпочав працювати у першій команді «приазовців». Спочатку входив у тренерський штаб Миколи Павлова, а згодом і в тренерський склад Валерія Кривенцова, як співробітник комплексної наукової групи. 30 червня 2016 року новим головним тренером «Буковини» став Сергій Шищенко, а Григорій Володимирович увійшов у його тренерський штаб. Перші 2 стартових тура, у зв'язку із хворобою Сергія Юрійовича виконував обов'язки головного тренера. Наприкінці грудня того ж року разом із головним тренером подав у відставку.
Із січня 2017 по травень 2018 року тренер юнацької команди донецького «Шахтаря», яку також очолював Сергій Шищенко; за цей період юнацька команда під їхнім спільним керівництвом здобула бронзові нагороди в чемпіонаті 2016/17 та в сезоні 2017/18 посіла 3-е місце в груповому етапі юнацької Ліги Чемпіонів. У серпні 2018 року працевлаштувався у ДЮСШ «Спарта» (Чернівці), в якості спортивного директора. А у серпні 2020 року паралельно вкотре увійшов до тренерського штабу Сергія Шищенка — ФК «Полісся» (Житомир), з яким пропрацював до завершення 2020/21 сезону.
З серпня 2022 року знову працював в тренерському штабі «Буковини», яку на цей раз очолював його колишній колега по «Спарті»: Андрій Мельничук. У зимове 2023/24 міжсезоння в тренерському штабі чернівецького клубу відбулися зміни, у зв'язку з якими Григорій Володимирович із січня 2024 року приступив до виконання обовʼязків спортивного директора.
В другій половині травня того ж року, після звільнення головного наставника, у заключних двох матчах сезону виконував обов'язки головного тренера «Буковини». В другій половині жовтня 2024 року, після відсторонення з посади Валерія Кривенцова, знову приступив до виконання обов'язків головного тренера у заключних матчах в літньо-осінній частині сезону.

### Освіта
У 2018 році отримав тренерський диплом УЄФА категорії: «A», згідно із тренерською конвенцією УЄФА (маючи дипломи категорії: «С» та «B» ФФУ).